# Livgardets paradstyrkor

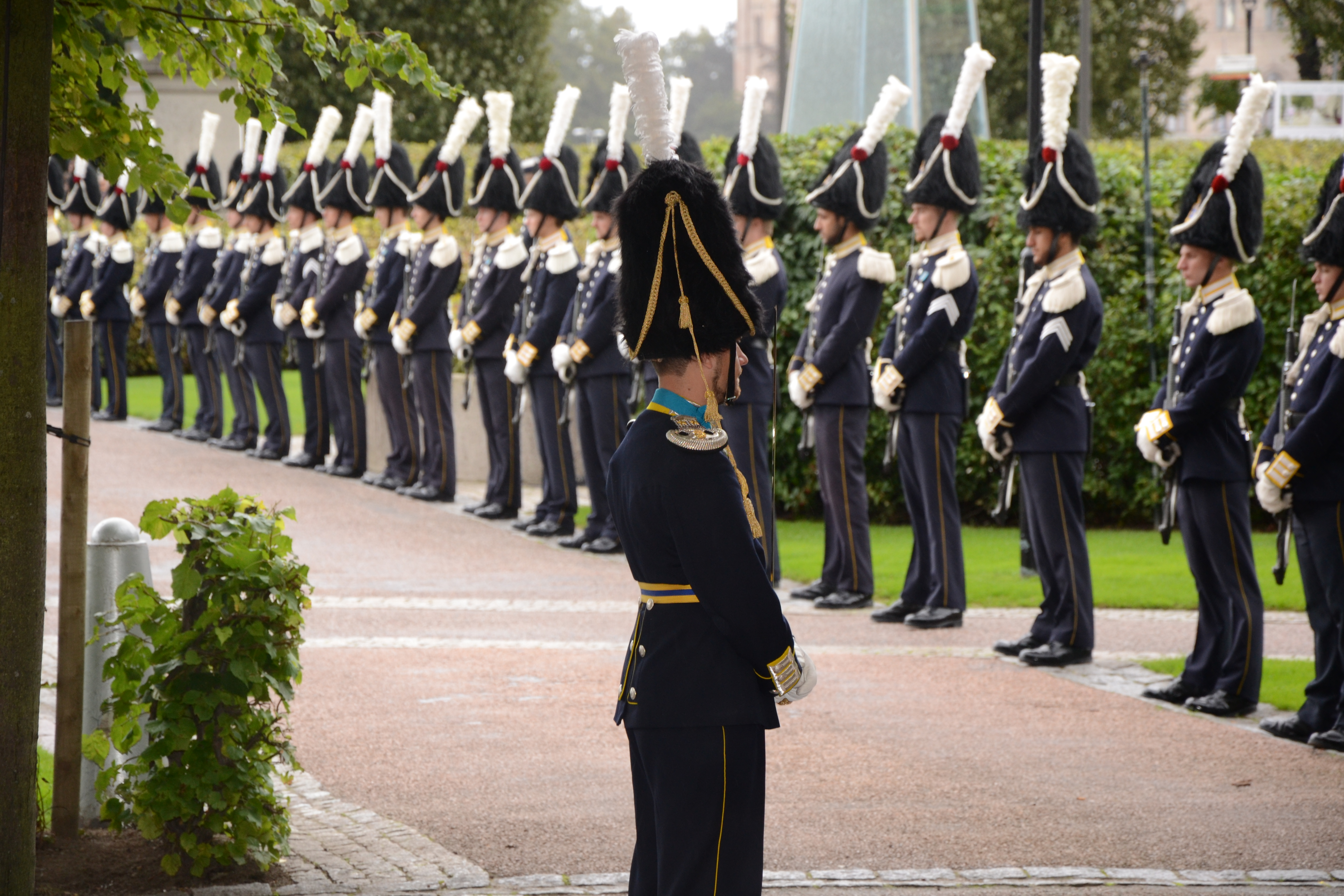
Grenadjärer från Livgardet vid riksmötets öppnande 2011

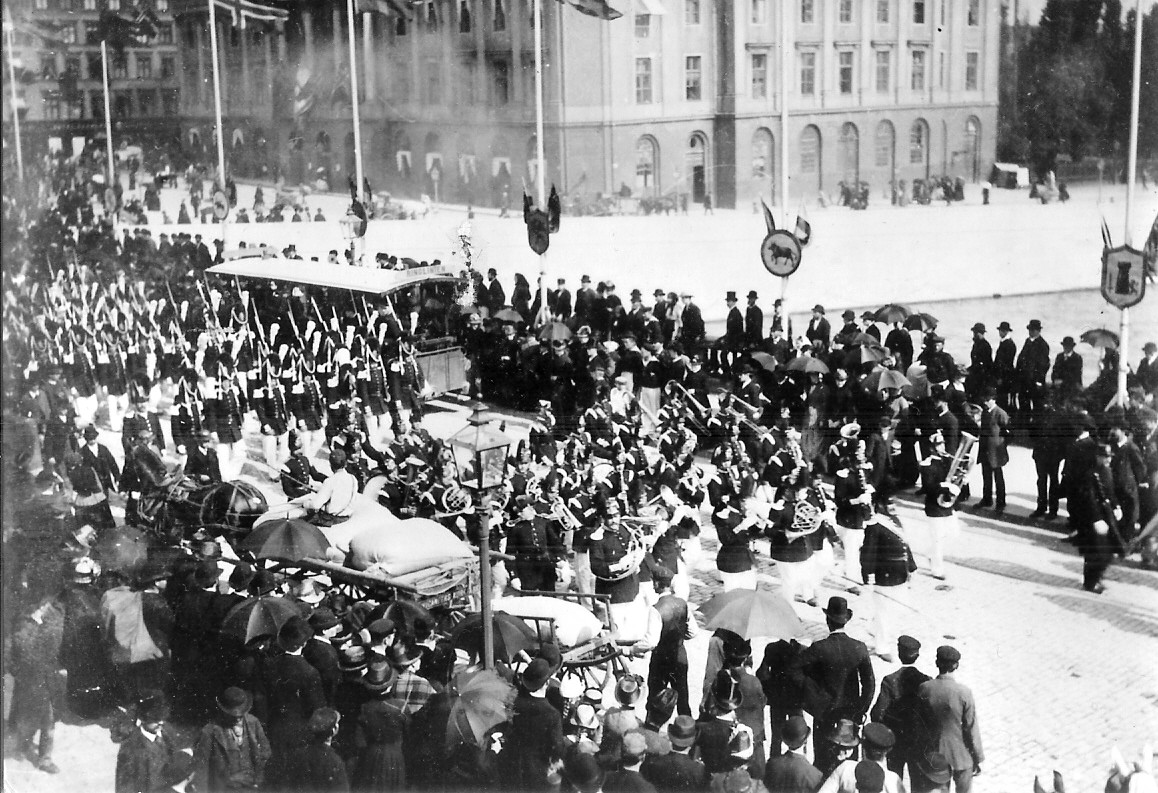
Grenadjärer från Svea livgarde på parad 1870.

Livgardets paradstyrkor är militära enheter ur det svenska Livgardet som tjänstgör vid statsceremonier som riksmötets öppnande, statsbesök och händelser inom det svenska kungahuset. Paradstyrkorna består av följande truppslag: 

## Grenadjärvakt

### Uppgifter
Grenadjärernas uppgift är att vara hedersvakt åt medlemmar av kungahuset och åt gästande statsöverhuvuden. Grenadjärkompani (3 officerare och 80 livgardister) paraderar på inre borggården på Stockholms slott vid statsbesök och på Riksplan vid riksmötets öppnande. Grenadjärvakt (1-2 officerare och 24–40 livgardister) paraderar i vid högtidliga audienser, och kungliga akademiers sammankomster. Grenadjärer utses vanligtvis från infanteriet. 

### Uniformer
Grenadjärer bär stor paraduniform (modell 1886) med grenadjärmössa. Mössorna har vita gehäng som symboliserar luntan som användes för att tända granaterna med. De var ursprungligen i äkta björnskinn vilket orsakade problem när de blev våta och spred en lukt som oroade hästarna. Dagens mössor är av nylon och mycket varma. Det händer att grenadjärer svimmar av hettan.
Förutom Livgardets regementsfana använder grenadjärerna Livkompaniets fana som syddes och överlämnades av drottning Lovisa till Svea Livgardes livkompani år 1868.

## Drabantvakt

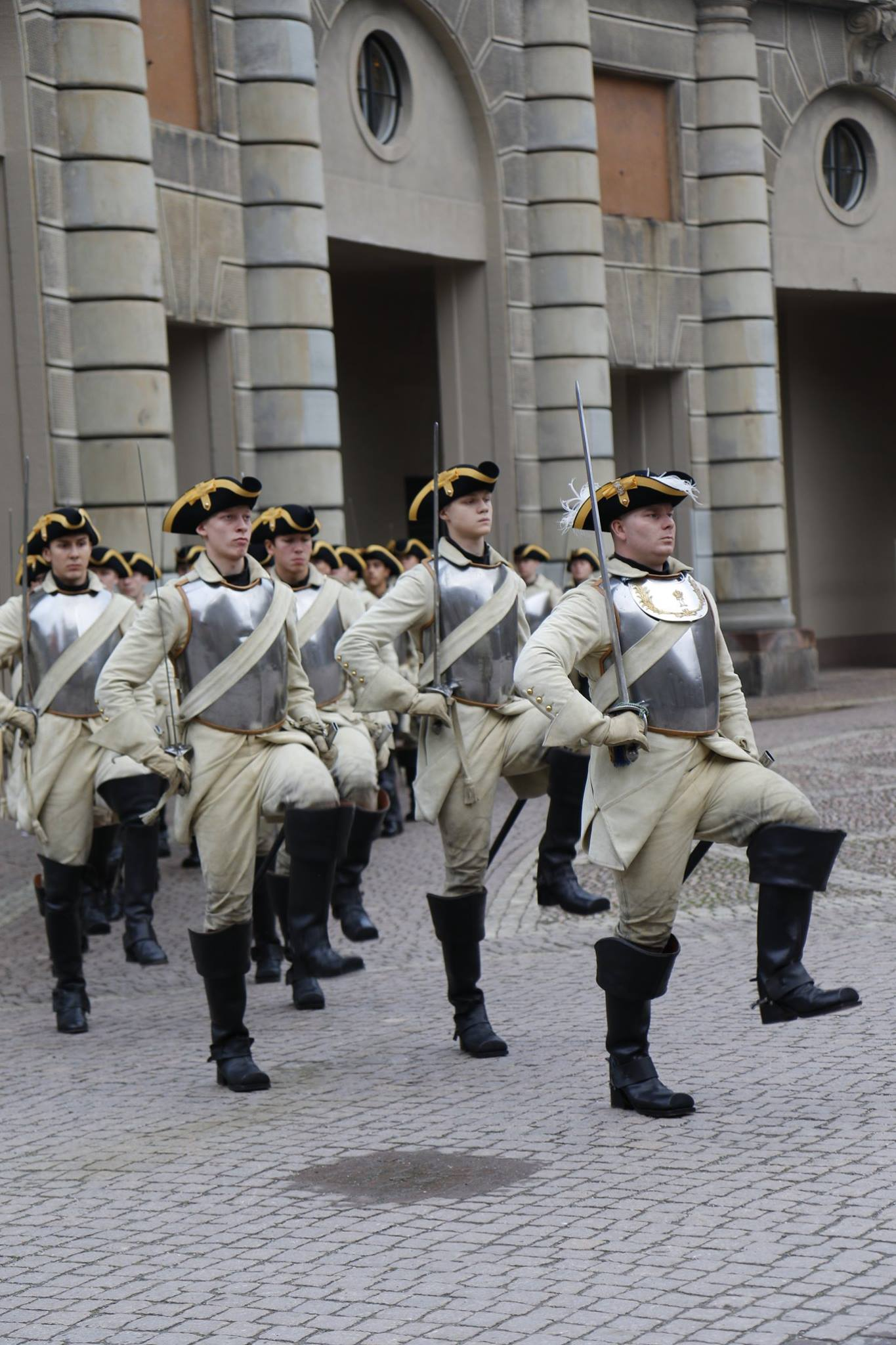
Drabantvakt i Karl XI:s uniform i samband med det italienska statsbesöket till Sverige 13 november 2018 på yttre borggården vid Kungl. Slottet i Stockholm.

Drabantvakter tjänstgör som ceremoniella livvakter och bevakar gästvåningen på Stockholms slott vid statsbesök. De utses vanligtvis från kavalleriet. Drabanterna är särskilt kända för sin roll vid Riksdagens högtidliga öppnande fram till 1974 och de förekommer än idag vid statsbesök och andra ceremoniella händelser såsom kungliga dop, bröllop och begravningar.
Fram till 1928 sköttes uppgiften av Livgardet till häst (K 1) och i vissa fall även av Livregementets dragoner (K 2). Efter 1928 övertog det sammanslagna regementet Livregementet till häst (K 1) uppgiften som ibland även ålades Svea artilleriregemente (A 1). Även efter det att K 1 degraderats till Livgardesskvadronen 1949 fortlöpte ansvaret vilket 1975 övertogs av Livgardets dragoner (K 1/Fo 44). Idag är det Livskvadron och 13:e skvadron ur 10:e livbataljonen som ombesörjer uppgiften.
Drabantvakt har använts i Rikssalen vid ett flertal tillfällen sedan Riksdagens högtidliga öppnande 1974, bland annat vid Kronprinsessans myndighetsförklaring 1995, och i samband med bankett vid firandet av H.M. Konungens 70-årsdag den 30 april 2016.

## Beriden eskort

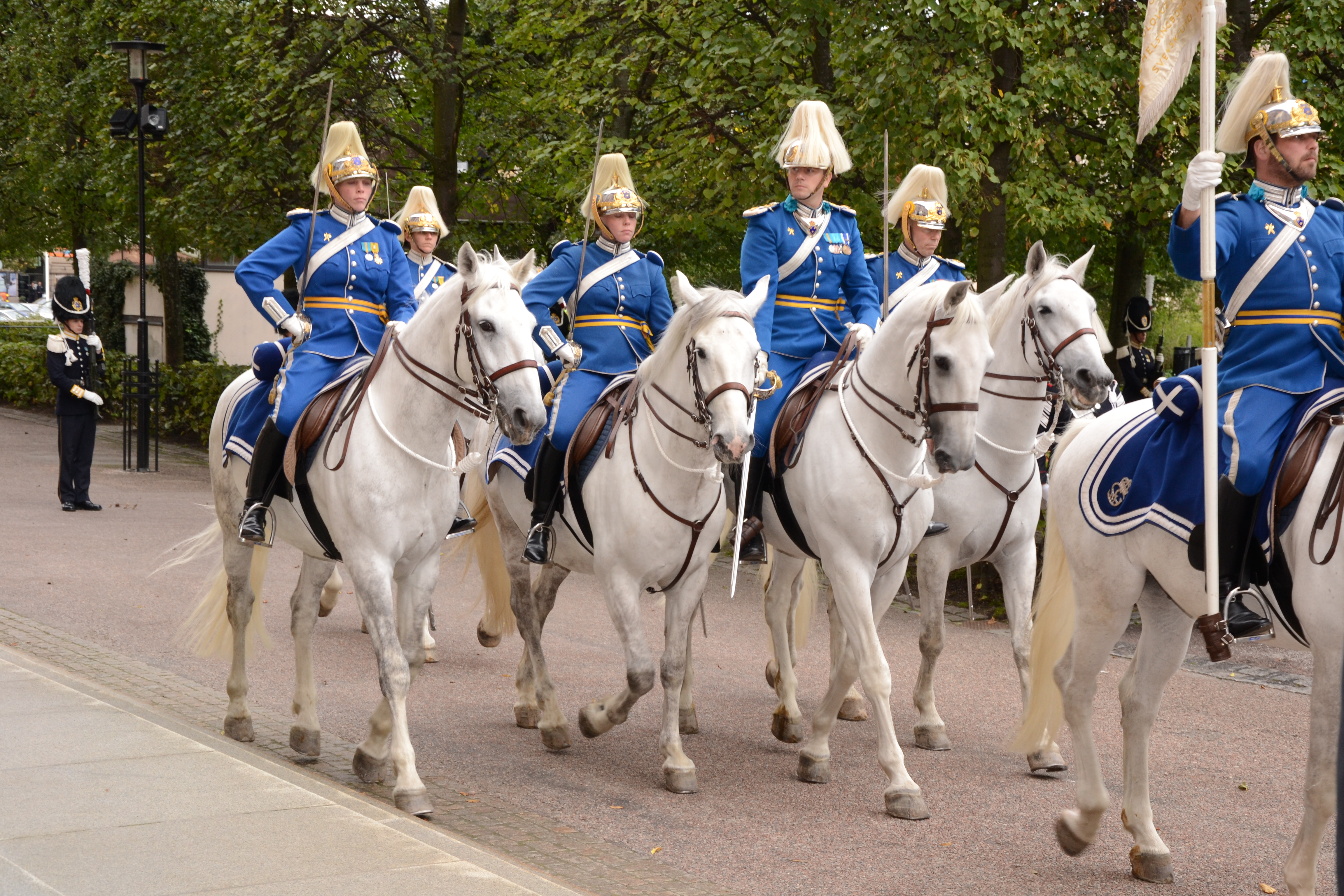
Fanvakt ur Livskvadron vid riksmötets öppnande 2011.

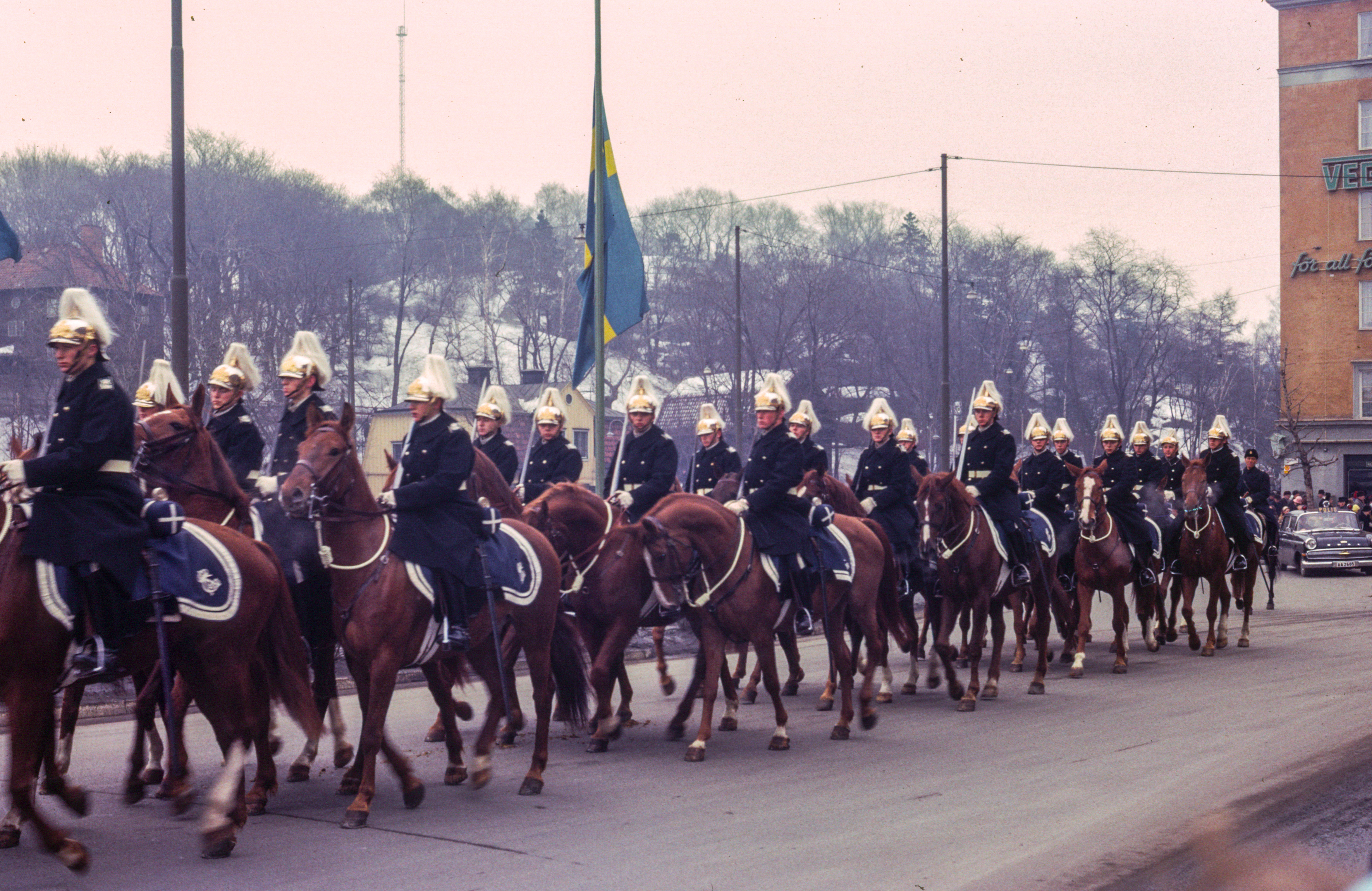
Beriden eskort ur Kungl. Livgardesskvadronen 1965.

I många år har beriden eskort följt hovstallets vagnar i statsceremoniella sammanhang. Beriden eskort förekommer idag vid statsbesök, kungliga bröllop, begravningar samt på nationaldagen. Styrkan har varierat över åren. Vid beriden eskort används stor paraduniform m/1895.

### Styrka
Före 1928 utgjordes eskortstyrkan vanligen av två skvadroner ur huvudstadens dåvarande kavalleriregementen, K 1 och K 2, som deltog med tre troppar om 24 man vardera. Normalt så deltog också ytterligare sex man per regemente i form av fanvakt med regementenas standar. Även efter sammanslagningen av regementena 1928 fortgick det med samma styrka (naturligtvis var det dock bara en fanvakt). Vid det belgiska statsbesöket beslutade man dock att dra ner på antalet man till två troppar om 30 livdragoner. Nedskärningar hade dock redan gjorts på försök vid det spanska statsbesöket 1928 då två troppar om 24 man deltog. 1949, när K 1 degraderades till en skvadron, minskades styrkan ytterligare till två troppar om 1+24 man vardera. Från och med år 1993 gäller två alternativ: antingen en stor eskortskvadron om 55 man eller en liten på 30 man.

### Uppgifter
| ”                                                                 | Chefen eskortskvadronen leder kortegen. I denna ingår dessutom ekipage och ryttare ur Hovstallet samt ridande polis. Eskortskvadronen passerar vid utmarschen normalt Hovstallet (Armémuseum) där dess personal och vagnar ansluter. Tempot under kortegen är normalt kort trav, nedsittning. Mycket kort tempo i täten så att det inte blir långrotning i kön. Truppen rider med 4 respektive 3 man i varje avmarsch. Inga avstånd, ingen lucka. Noggrann rättning åt vänster. Under hela kortegen gäller givakt (blicken rakt fram tystnad). Eskortskvadronchefen kommenderar "Gevär ut!" i god tid innan kortegen startar och "Gevär in!" när hemmarschen påbörjas. | „ |
| – Utdrag ur "Instruktion för eskortskvadron", K 1 1928-2000 Del 1 | |   |

År 1943 eskorterades kung Gustaf V av en skvadron ur K 1 till Svenska flaggans dag-firandet på olympiastadion. Sådan eskortering fortgick till slutet av 1940-talet då den av okänd anledning upphörde men återkom 1953 vid Stockholms 700-årsjubileum. Denna tradition slutade 1963 då firandet på stadion upphörde men återupptogs från 1993 med nationaldagsfirandet på Skansen som mål.
När riksdagens högtidliga öppnande upphörde 1975 och blev riksmötets öppnande i Riksdagshuset inleddes en ny tradition då man lät en eskortskvadron ur K 1/Fo 44 rida kortege den korta biten från Stockholms slott till Riksdagshuset. Denna tradition fortgår än idag av Livgardets 10:e livbataljon.
Även i samband med kungliga bröllop brukar beriden eskort förekomma. Första gången var när varje skvadron ur K 1 satte upp två troppar om 30 man vardera (sammanlagt 130 man c:a) till bröllopet mellan kronprins Fredrik IX av Danmark och prinsessan Ingrid av Sverige 1935. Traditionen har fortgått sedan dess och genomförts vid bröllopet mellan kronprinsessan Victoria och Daniel Westling (2010), bröllopet mellan prinsessan Madeleine och Christopher O'Neill (2013) samt bröllopet mellan prins Carl Philip och Sofia Hellqvist (2015).
Beriden eskort användes nyligen bland annat vid H.M. Konungens 70-årsfirande mellan Stockholms slott och Nordiska museet den 29 april 2016. En mindre eskortskvadron om 2 troppar med 1+9 man vardera samt eskortskvadronchef, adjutant, signaltrumpetare och standarförare (totalt 24 ekipage) deltog vid invigningen av CHIO Aachen, ett av världens största ridsportsevenemang i Tyskland i juli 2016, där Sverige var årets partnerland och H.M. Drottningen deltog som beskyddare.